# 本庄武
本庄 武（ほんじょう たけし、1972年 - ）は、日本の法学者。専門は刑事法、刑事政策。一橋大学大学院法学研究科教授、博士（法学）。守屋研究奨励賞受賞。

## 人物・経歴
福岡県生まれ。1996年一橋大学法学部卒業。2001年一橋大学大学院法学研究科博士後期課程修了。論文「量刑基準論の展開 : 刑罰目的との関係を中心に」で、一橋大学より博士（法学）の学位を取得。福田雅章ゼミ出身。
2002年一橋大学大学院法学研究科講師。同准教授を経て、2014年から教授。同年、著書『少年に対する刑事処分』により、刑事司法及び少年司法に関する教育・学術研究推進センター第1回守屋研究奨励賞受賞。2015年日本刑法学会理事。府中刑務所視察委員、東京都立病院機構倫理委員会委員。

## 著作

### 著書
- 『刑事法における人権の諸相―福田雅章先生古稀祝賀論文集』（水谷規男,山口直也,上田信太郎と共編著）成文堂 2010年
- 『少年に対する刑事処分』現代人文社 2014年
- 『刑罰制度改革の前に考えておくべきこと』（武内謙治と共編著）日本評論社 2017年
- 『刑事政策学』（武内謙治と共著）日本評論社 2019年
- 『少年法適用年齢引下げ・総批判』（葛野尋之, 武内謙治と共編著）現代人文社 2020年
- 『検証・自動車運転死傷行為等処罰法』（高山俊吉と共編）日本評論社 2020年
- 『ベイシス刑法総論』（編著）八千代出版 2022年
- 『ベイシス刑法各論』（編著）八千代出版 2022年
- 『死刑制度論のいま : 基礎理論と情勢の8つの洞察』（大谷實, 井田良, 松原芳博, 福島至, 渡邊一弘, 葛野尋之, 椎橋隆幸と共著）判例時報社 2022年

### 訳書
- ブランドン・L・ギャレット『冤罪を生む構造 アメリカ雪冤事件の実証研究』（笹倉香奈,豊崎七絵,徳永光と共訳）日本評論社 2014年